# Окі (острови)
Острови Окі (яп. 隠岐諸島, окі-сьото) — група островів у Японському морі, за 50 км північніше берегової лінії острова Хонсю. Належать префектурі Сімане, Японія.
Група складається з 5-х великих островів, так званих 3-х «передніх островів» — Тібурідзіма (知夫里島), Наканосіма (中ノ島) і Нісіносіма (西ノ島), та 1-го «заднього» — Дого (島後). Поруч з ними розташовано близько 18 малих островів і скель. Острови утворилися у період палеоліту в результаті виверження вулканів гряди Пектусан, яка тягнеться з Корейського півострова до берегів Хонсю по дну Японського моря.
До входження островів Окі у префектуру Сімане у 1876 році, вони складали окрему адміністративну одиницю — провінцію Окі. Вона здавна використовувалась як місце заслання політичних злочинців.
У жовтні 2004 року містечко Сайґо, а також села Фусе, Ґока і Цума об'єдналися у місто Окіносіма. У місті діє аеропорт (OKI), вильоти з якого відбуваються у напрямку Осакського Міжнародного Аеропорту «Ітамі» (ITM) й аеропорту Ідзумо (IZO).

## Галерея

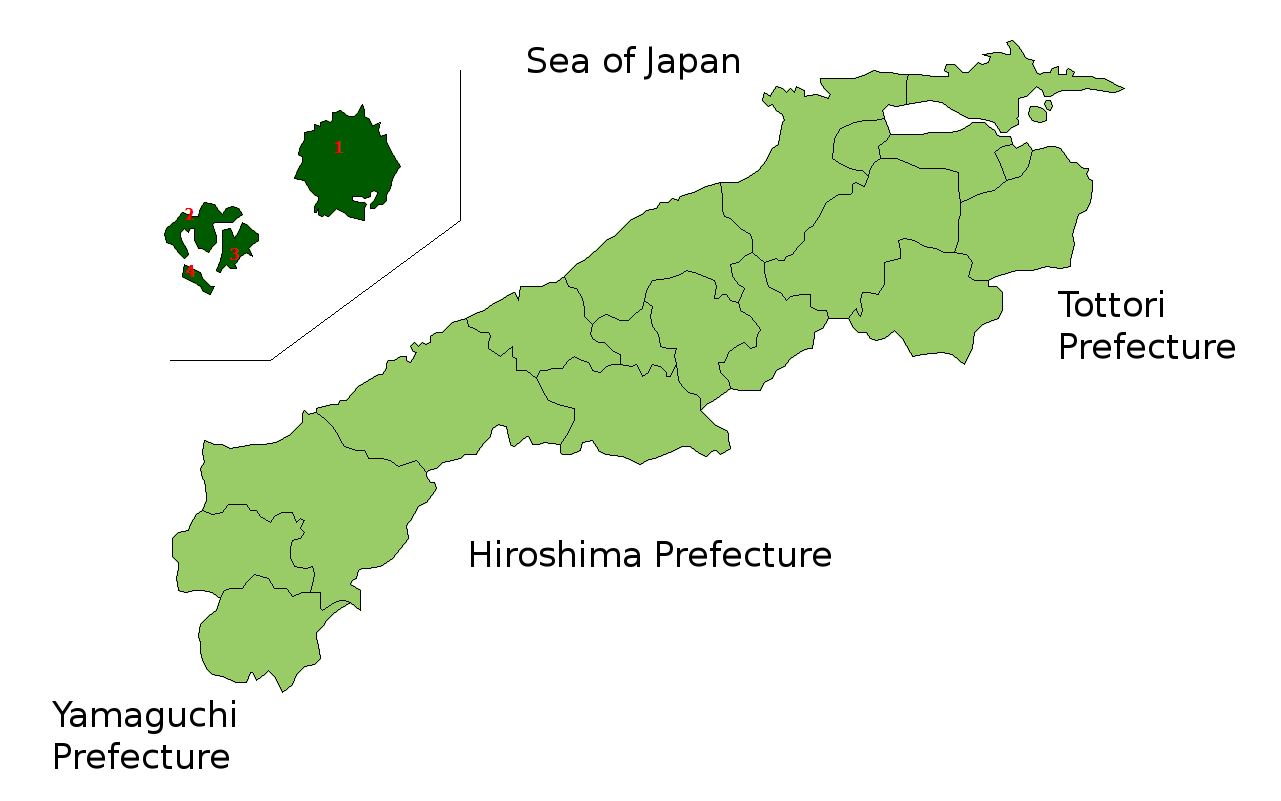
Острови Окі і префектура Сімане
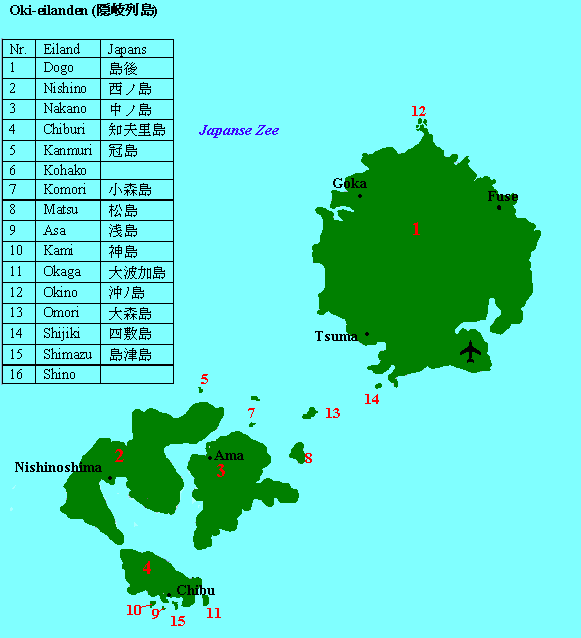
Острови Окі